# 舍利屯站
舍利屯站，位于哈尔滨市阿城区，是滨绥铁路沿线车站。距哈尔滨站30公里，绥芬河站518公里。原名程站。现隶属哈尔滨铁路局哈尔滨铁路分局管辖，为四等站。